# Розов, Николай Иванович
Никола́й Ива́нович Ро́зов (1918—2000) — капитан Советской Армии, участник Великой Отечественной войны, Герой Советского Союза (1945).

## Биография
Николай Розов родился 4 декабря 1918 года в деревне Выглядовка (ныне — Мокшанский район Пензенской области). После окончания семи классов школы проживал и работал в Ташкенте. В 1937 году Розов был призван на службу в Рабоче-крестьянскую Красную Армию. Участвовал в боях советско-финской войны. С июля 1941 года — на фронтах Великой Отечественной войны. В 1943 году Розов ускоренным курсом окончил пехотное училище.
К декабрю 1944 года гвардии лейтенант Николай Розов командовал ротой 176-го гвардейского стрелкового полка 59-й гвардейской стрелковой дивизии 37-го стрелкового корпуса 46-й армии 2-го Украинского фронта. Отличился во время освобождения Венгрии. 4 декабря 1944 года рота Розова переправилась через Дунай в районе города Эрчи и захватила плацдарм на его берегу, после чего удерживала его, отразив большое количество немецких контратак.
Указом Президиума Верховного Совета СССР от 24 марта 1945 года гвардии лейтенант Николай Розов был удостоен высокого звания Героя Советского Союза с вручением ордена Ленина и медали «Золотая Звезда».
В 1946 году в звании капитана Розов был уволен в запас. Проживал и работал в Ташкенте.
Умер 8 августа 2000 года в Москве.
Был также награждён орденом Отечественной войны 1-й степени и четырьмя орденами Красной Звезды, рядом медалей.